# Bougatsa

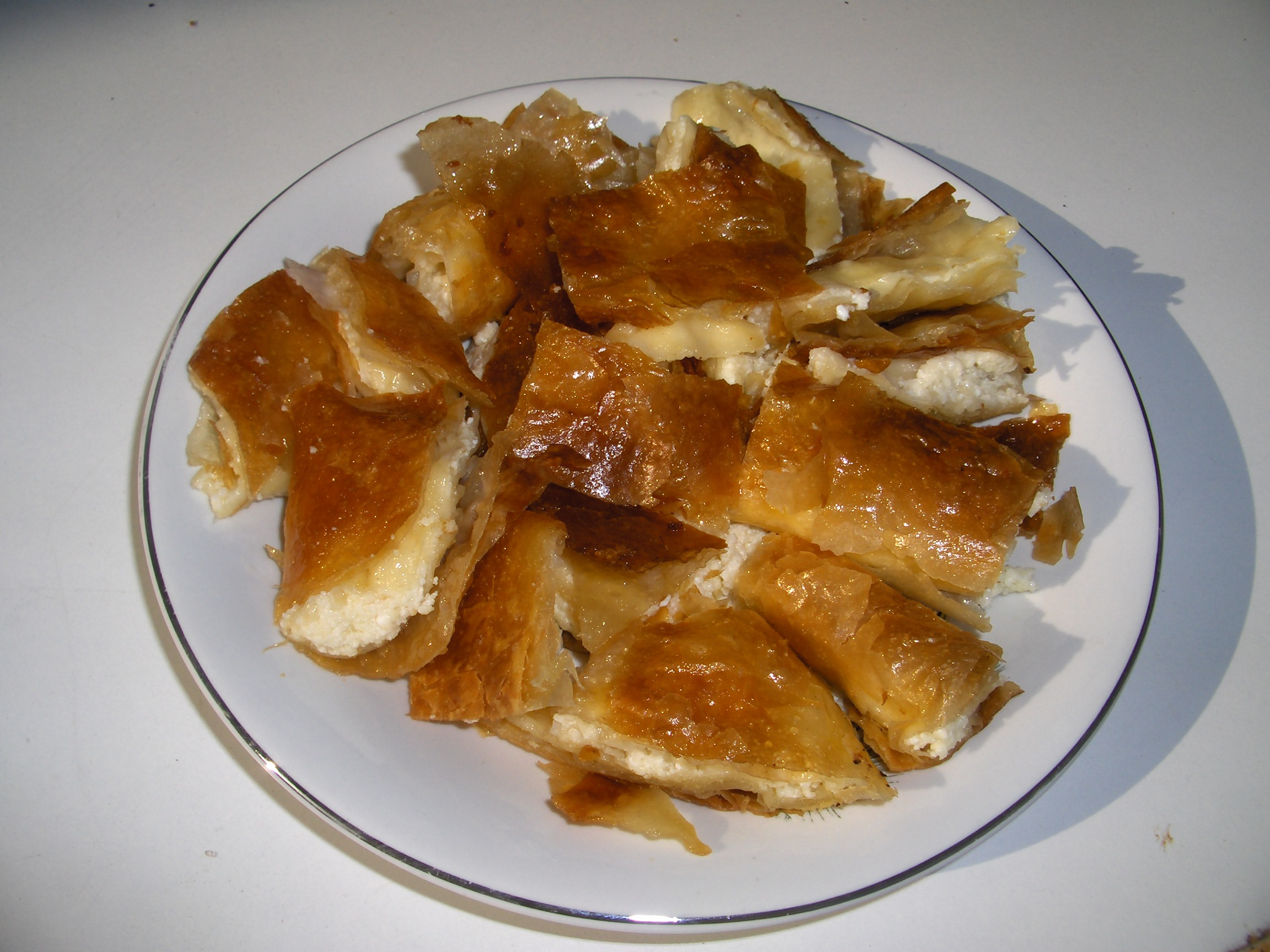
In Stücke geschnittene Bougatsa mit Käsefüllung

Bougatsa (griechisch μπουγάτσα, andere Schreibweisen: Bugatsa, Bugaza; türkisch poğaça) ist ein griechisches Gebäck aus Filoteig, das besonders in Nordgriechenland rund um Thessaloniki verbreitet ist.
Die Bougatsa kann sowohl als Süßspeise mit Creme oder Grießpudding als auch herzhaft mit Käse-, Hackfleisch- oder Spinatfüllung zubereitet werden. Die Füllung wird dabei zwischen den Schichten des Blätterteigs aufgetragen, der anschließend im Backofen fertig gebacken wird. Vor dem Servieren wird Bougatsa oft in kleinere Stücke geschnitten und je nach Geschmacksrichtung auch mit Puderzucker und/oder Zimt bestreut. Bougatsa mit Käsefüllung ähnelt vom Geschmack her einer anderen griechischen Blätterteigspeise, der Tyropita, und wird deswegen auch oft mit dieser verwechselt.